# Здравец (област Пловдив)
Вижте пояснителната страница за други значения на Здравец.
Здравец е село в Южна България. То се намира в община Лъки, област Пловдив.

## География
Село Здравец се намира в планински район.

## История
Старото име на селото е „Бозова бичкия“. Името е свързано със самото създаване и на селището. По данни от местното население историята по създаването е следната: Създава се като малко селце основно от работници на местен собственик на гори — Димитър Бозев. Той разполага гатер („бичкия“) в тази местност от там идва и името — Бозова бичкия.

## Транспорт

### Автобусен транспорт
Има осигурен автобусен транспорт.

### Железопътен транспорт
В село Здравец няма железопътна гара.

### Въздушен транспорт
В село Здравец няма летище. Най-близкото е Летище Пловдив до Крумово.

## Религии
Населението в селото е смесено. Състои се от християни и мюсюлмани.

## Обществени институции
От няколко години в селото започват да се правят и плахи стъпки за селски туризъм. Има няколко къщи пригодени за тази цел.

## Културни и природни забележителности
В близост до селото се намират:
- Кръстова гора — на около 20 км,
- Местността Рожен – 8 км,
- Зимния курорт Пампорово – 17 км, и др.